# 25 Canum Venaticorum
25 Canum Venaticorum este o stea binară din constelația Câinilor de Vânătoare. Are o magnitudine aparentă de +4,82 și se află la aproximativ 192 de ani lumină de Pământ. Componentul primar, 25 Canum Venaticorum A, este o stea gigantă de tip A cu o magnitudine aparentă de +5,01. Cealaltă stea din sistemul binar, 25 Canum Venaticorum B, pitică galben-albă de tipul F de secvență principală cu magnitudinea aparentă de +6,91. Cele două stele sunt separate pe cer de 1,8 secunde de arc, și au o perioadă orbitală de 220 ani.